# Luca Marinelli
Luca Marinelli (* 22. října 1984) je italský herec.
Je nejvíce známý pro role Mattii ve filmu Osamělost prvočísel (2010), Guida ve filmu Každý boží den (2012), Andrey ve filmu Velká nádhera (2013), Cesareho ve filmu Nezlob (2015), Cikána ve filmu Říkali mi Džigu (2016), titulní postavu ve filmu Martin Eden (2019), Nickyho ve filmu Old Guard: Nesmrtelní (2020) a titulní postavu ve filmu Diabolik (2021). Marinelli také hraje Neila ve videohře Hidea Kodžimy z roku 2025 s názvem Death Stranding 2: On the Beach, což je jeho první videoherní role.

## Život
Marinelli se narodil v Římě. Je synem herce a dabéra Eugenia Marinelliho a synovcem herečky a dabérky Sonii Scotii. První profesionální zkušenost s filmem získal v roce 2003, když se v devatenácti zúčastnil kurzu herectví a psaní scénářů, který vedl Guillermo Glanc. Studoval na Národní akademii dramatických umění Silvia D'Amica, kterou absolvoval v roce 2009. Na jevišti se příležitostně objevoval už od roku 2006. Jeho průlomovou rolí byla role Mattii, hlavní postavy v dramatu Saveria Costanza z roku 2010 s názvem Samota prvočísel. V roce 2013 byl zařazen jako jeden z evropských hereckých talentů do seznamu EFP Shooting Stars na Berlínském mezinárodním filmovém festivalu za svůj výkon ve filmu Každý boží den režiséra Paola Virzìho. Marinelli si také zahrál vedlejší roli v oscarovém dramatu Paola Sorrentina s názvem Velká nádhera.
Za roli Cesareho v posledním filmu Claudia Caligariho s názvem Nezlob získal na 72. benátském filmovém festivalu cenu Pasinetti pro nejlepšího herce.
V roce 2016 získal cenu Nastro d'Argento a Donatellova Davida za nejlepšího herce ve vedlejší roli za film Říkali mi Džigu. V roce 2019 získal na 76. benátském filmovém festivalu Volpiho pohár pro nejlepšího herce za ztvárnění titulní postavy Martina Edena. Hrál také antagonistu Prima v televizním seriálu Trust z roku 2018 a Nickyho v Netflix filmu Old Guard: Nesmrtelní z roku 2020. V roce 2018 ztvárnil italského zpěváka a skladatele Fabrizia De Andrého ve filmu Fabrizio De André: Principe libero.
V roce 2021 ztvárnil hlavní roli Diabolika ve filmové adaptaci komiksové série. V roce 2022 si zahrál Pietra Guastiho ve filmu Osm hor režisérské dvojice Felix Van Groeningen a Charlotte Vandermeersch, založený na stejnojmenném románu od Paola Cognettiho. Za ztvárnění Benita Mussoliniho v seriálu Mussolini. Il figlio del secolo (Mussolini: Syn století) z roku 2024 si Marinelli vysloužil velké uznání kritiky.
V roce 2025 bylo oznámeno, že spolu se svou manželkou Alissou Jung ztvární postavy Neila a Lucy ve videohře Death Stranding 2: On the Beach od Hidea Kodžimy.

## Filmografie

### Film
| Rok  | Titul                              | Role                       | Poznámky       |
| ---- | ---------------------------------- | -------------------------- | -------------- |
| 2010 | Osamělost prvočísel                | Mattia Balossino (dospělý) |                |
| 2011 | Poslední člověk na zemi            | Roberta                    |                |
| 2012 | Každý boží den                     | Guido Caselli              |                |
| 2012 | Marie z Nazaretu                   | Josef                      | TV film        |
| 2012 | Nina                               | Fabrizio                   |                |
| 2012 | Waves                              | Gabriele                   |                |
| 2013 | Velká nádhera                      | Andrea                     |                |
| 2015 | Il mondo fino in fondo             | Loris                      |                |
| 2015 | Nezlob                             | Cesare                     |                |
| 2015 | Říkali mi Džigu                    | Fabio                      |                |
| 2016 | A Dangerous Fortune                | Mickey Miranda             | TV film        |
| 2016 | Slam: Tutto per una ragazza        | Valerio                    |                |
| 2017 | Il Padre d'Italia                  | Paolo                      |                |
| 2017 | Lasciati andare                    | Ettore                     |                |
| 2017 | Soukromá záležitost                | Milton                     |                |
| 2018 | Fabrizio De André: Principe libero | Fabrizio De André          |                |
| 2018 | Ricordi?                           | Lui                        |                |
| 2019 | Martin Eden                        | Martin Eden                |                |
| 2020 | Old Guard: Nesmrtelní              | Nicolò 'Nicky' di Genoa    |                |
| 2021 | Diabolik                           | Diabolik                   |                |
| 2022 | Osm hor                            | Pietro                     |                |
| 2024 | Mufasa: Lví král                   | Mufasa                     | Italský dabing |
| 2025 | Paternal Leave                     | Otec                       |                |
| 2025 | Old Guard: Nesmrtelní 2            | Nicolò 'Nicky' di Genoa    |                |

### Televize
| Rok  | Titul                           | Role             | Poznámky               |
| ---- | ------------------------------- | ---------------- | ---------------------- |
| 2005 | Ricomincio da me                |                  | 2 epizody              |
| 2008 | I Cesaroni                      | Mužský přítel    | Epizoda 2x09           |
| 2008 | Provaci ancora prof!            | Fabrizio         | Epizoda 3x06           |
| 2009 | Butta la luna                   |                  | Epizoda 2x02           |
| 2018 | Trust                           | Primo            | FX minisérie; 8 epizod |
| 2024 | Mussolini. Il figlio del secolo | Benito Mussolini | Hlavní role            |

### Videohry
| Rok  | Titul                           | Role      | Poznámky      |
| ---- | ------------------------------- | --------- | ------------- |
| 2025 | Death Stranding 2: On the Beach | Neil Vana | Hlas a podoba |

## Ocenění a nominace
| Ocenění                             | Rok  | Dílo                               | Kategorie                                                 | Výsledek  | Ref.   |
| ----------------------------------- | ---- | ---------------------------------- | --------------------------------------------------------- | --------- | ------ |
| Zlatý Ciak                          | 2016 | Říkali mi Džigu                    | Nejlepší herec ve vedlejší roli                           | vítězství | [ 13 ] |
| Donatellův David                    | 2013 | Každý boží den                     | Nejlepší herec v hlavní roli                              | nominace  | [ 14 ] |
| Donatellův David                    | 2016 | Nezlob                             | Nejlepší herec v hlavní roli                              | nominace  | [ 14 ] |
| Donatellův David                    | 2016 | Říkali mi Džigu                    | Nejlepší herec ve vedlejší roli                           | vítězství | [ 14 ] |
| Donatellův David                    | 2019 | Fabrizio De André: Principe libero | Nejlepší herec v hlavní roli                              | nominace  | [ 14 ] |
| Donatellův David                    | 2020 | Martin Eden                        | Nejlepší herec v hlavní roli                              | nominace  | [ 14 ] |
| Donatellův David                    | 2023 | Osm hor                            | Nejlepší herec v hlavní roli                              | nominace  | [ 14 ] |
| Globo d'Oro (italský Zlatý glóbus)  | 2013 | Každý boží den                     | Nejlepší herec                                            | nominace  | [ 15 ] |
| Globo d'Oro (italský Zlatý glóbus)  | 2017 | Il Padre d'Italia                  | Nejlepší herec                                            | nominace  | [ 16 ] |
| Globo d'Oro (italský Zlatý glóbus)  | 2018 | Soukromá záležitost                | Nejlepší herec                                            | vítězství | [ 17 ] |
| Globo d'Oro (italský Zlatý glóbus)  | 2020 | Martin Eden                        | Nejlepší herec                                            | nominace  | [ 18 ] |
| Nastro d'Argento                    | 2013 | Každý boží den                     | Nejlepší herec                                            | nominace  | [ 19 ] |
| Nastro d'Argento                    | 2016 | Říkali mi Džigu                    | Nejlepší herec ve vedlejší roli                           | vítězství | [ 8 ]  |
| Nastro d'Argento                    | 2017 | Il Padre d'Italia                  | Nejlepší herec                                            | nominace  | [ 20 ] |
| Nastro d'Argento                    | 2020 | Martin Eden                        | Nejlepší herec                                            | nominace  | [ 21 ] |
| Nastro d'Argento                    | 2023 | Osm hor                            | Nejlepší herec                                            | vítězství | [ 22 ] |
| Benátský filmový festival           | 2015 | Nezlob                             | Cena Pasinetti pro nejlepšího herce                       | vítězství | [ 7 ]  |
| Benátský filmový festival           | 2019 | Martin Eden                        | Volpiho pohár pro nejlepšího herce                        | vítězství | [ 9 ]  |
| Mezinárodní filmový festival v Bari | 2016 | Nezlob                             | Cena Vittoria Gassmana pro nejlepšího herce v hlavní roli | vítězství | [ 23 ] |
| Mezinárodní filmový festival v Bari | 2017 | Il Padre d'Italia                  | Cena Gabriele Ferzettiho pro nejlepší herce v hlavní roli | vítězství | [ 24 ] |